# Legislatura (ordinamento italiano)
In diritto costituzionale il termine legislatura  indica il periodo di durata effettiva dell'apparato parlamentare che, nell'ordinamento italiano, è pari a cinque anni.

## Descrizione
La durata di ciascuna Camera non può essere prorogata se non per legge e soltanto in caso di guerra.»
(Art. 60 della Costituzione della Repubblica Italiana)

### Durata
L'articolo 60 della Costituzione, nella redazione attualmente in vigore, disciplina la durata di entrambi i rami del Parlamento, fissando a 5 anni la durata della legislatura tanto per la Camera dei deputati quanto del Senato della Repubblica.
Il Presidente della Repubblica, sentiti i presidenti delle due camere può, comunque, decidere di abbreviare suddetto periodo attraverso un procedimento denominato scioglimento anticipato delle Camere (o di una sola di esse) (art. 88 cost.). La proroga invece non è possibile salvo l'unico caso previsto dalla Costituzione che è quello di guerra in atto (art. 60 cost.), e cioè quando le elezioni non possono in alcun modo essere svolte.
Una volta sciolte, le camere devono essere rielette entro settanta giorni dalla fine della legislatura e la prima seduta non deve avvenire oltre venti giorni dal termine delle votazioni.
Nella versione originale dell'art. 60, precedente alla revisione costituzionale del 1963, erano previsti due diversi regimi temporali per la durata in carica del Parlamento: il Senato sei anni, la Camera dei deputati cinque. Questa differenza era giustificata dalla volontà della Costituente di conferire maggiore dignità istituzionale al Senato.
Benché la diversa durata prevedeva che le rispettive elezioni di rinnovo sarebbero dovute avvenire in anni diversi e che le legislature avessero alla lunga assunto numerazioni disallineate, di fatto in occasione della scadenza della Camera dei Deputati si provvedeva allo scoglimento anticipato del Senato al fine di procedere ad un'unica tornata elettorale di rinnovo di entrambe le Camere (in occasione delle elezioni del 1953 e del 1958).

### Conseguenze della cessazione
Tutte le leggi in fase di lavorazione da parte del vecchio parlamento devono essere riprese da capo come se appena presentate.
Dopo cinque anni i parlamentari acquisiscono il diritto a una pensione vitalizia. Gli eletti dal 1º gennaio 2012 non avranno diritto a questo tipo di trattamento pensionistico, ma confluiranno nel nuovo sistema contributivo.

## Articolazioni
La legislatura nel sistema costituzionale italiano si è storicamente articolata in:
- Sessioni: periodi continuativi di lavoro delle Camere compresi fra una convocazione e l'aggiornamento dei lavori (cioè la temporanea sospensione dei lavori, con il rinvio delle attività ad altra data).
- Sedute: sono le singole riunioni delle Camere che, quando si sviluppano su più giornate, possono (avveniva in epoca statutaria ed avviene tuttora al Parlamento europeo) anche prendere la denominazione di "tornata".

### Programmazione dei lavori
Quando si è abbandonato il sistema delle sessioni convocate e chiuse con decreto reale, i lavori parlamentari sono stati tipicamente organizzati sulla base di programmi e calendari. Anche in tal caso, comunque, periodi pluri-seduta di trattazione omogenea di lavori parlamentari - consistenti in più sedute - hanno conservato il termine gergale di sessione (es.: "sessione di bilancio").
Il programma dei lavori parlamentari è entrato nei Regolamenti parlamentari dal 1971, dando seguito ad insistenti richieste della dottrina non solo giuridica: esso viene predisposto sulla base delle indicazioni del Governo e dei Gruppi parlamentari, dando però garanzia ai diritti delle minoranze (dissenzienti e di opposizione).
Esso contiene l'elenco degli argomenti da esaminare con l'indicazione delle priorità e del periodo nel quale se ne prevede l'iscrizione all'ordine del giorno. Il calendario dà attuazione alla programmazione dei lavori indicando quali argomenti saranno trattati nelle diverse sedute.